# Mechanical Resonance
Albums de Tesla
The Great Radio Controversy
(1989)
Mechanical Resonance est le premier album de Tesla sorti le 8 décembre 1986.

## Listes des titres
1. EZ Come EZ Go (Hannon, Keith, Luccketta, Skeoch, Wheat) 3:32
2. Comin' Atcha Live (Hannon, Keith, Wheat) 4:25
3. Gettin' Better (Hannon, Keith) 3:20
4. 2 Late 4 Love (Hannon, Keith, Luccketta, Skeoch, Wheat) 3:50
5. Rock Me to the Top (Keith, Skeoch) 3:38
6. We're No Good Together (Hannon, Keith, Luccketta) 5:15
7. Modern Day Cowboy (Hannon, Keith, Skeoch) 5:19
8. Changes (Hannon, Keith, Luccketta, Skeoch, Wheat) 5:02
9. Little Suzi (Diamond, Hymas) 4:55 (Ph.D. Cover)
10. Love Me (Hannon, Keith, Wheat) 4:15
11. Cover Queen (Hannon, Keith) 4:32
12. Before My Eyes (Hannon, Keith, Luccketta, Skeoch) 5:25

## Composition du groupe
- Jeff Keith : Chants
- Franck Hannon : Guitare/Claviers
- Troy Lucketta : Batterie
- Tommy Skeoch : Guitare
- Brian Wheat : Basse